# Twente

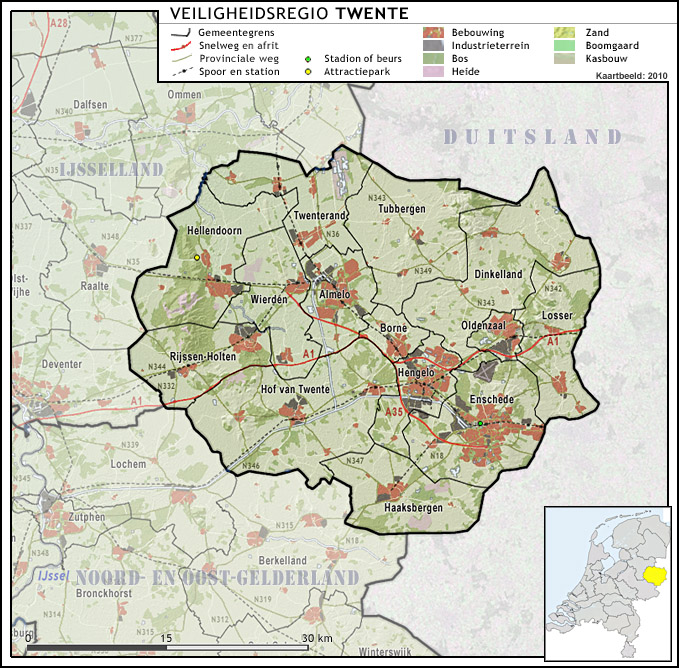
Mapa dos Países Baixos com a região de Twente em destaque

Twente (ou Twenthe) é uma região do leste da província de Overissel, nos Países Baixos. 
As principais cidades são Enschede, Hengelo, Almelo e Oldenzaal.
A região possui uma língua própria, tweants, que é um dialecto do baixo-alemão.